# Nikolaus Schwerdtfeger
Nikolaus Schwerdtfeger (ur. 1 października 1948 w Haar) – niemiecki duchowny rzymskokatolicki, biskup pomocniczy Hildesheimu w latach 1995-2023.
Święcenia kapłańskie otrzymał 5 czerwca 1982. 19 czerwca 1995 papież Jan Paweł II mianował go biskupem pomocniczym diecezji Hildesheimu, ze stolicą tytularną Fussala. Sakry biskupiej udzielił mu bp Josef Homeyer.
2 października 2023 papież Franciszek przyjął jego rezygnacje z funkcji biskupa pomocniczego.